# 잔나트
잔나트(아랍어: جنات, 영어: Jannat, 1986년 1월 6일 ~ )는 모로코의 가수이다. 이집트를 중심으로 활동하며, 거의 모든 아랍어 방언으로 노래할 수 있는 몇 안 되는 가수이다.

## 음반 목록
- Elli Beny W Benak (اللي بيني وبينك, 2006)
- Hob Emtelak (حب إمتلاك, 2009)
- Hob Gamed (حب جامد, 2013)
- Be Nafs Elkalam (بنفس الكلام, 2016)